# Superman III
Superman III (oorspronkelijk getiteld Superman vs. Superman), is een superheldenfilm uit 1983 gebaseerd op het DC Comics personage Superman. De film is een vervolg op Superman II. De hoofdrollen werden wederom vertolkt door Christopher Reeve, Jackie Cooper, Marc McClure, en Margot Kidder, samen met nieuwe acteurs Annette O'Toole, Annie Ross, Pamela Stephenson, Robert Vaughn, en Richard Pryor.

## Verhaal
Bij aanvang van de film krijgt computerexpert Gus Gorman een baan bij een groot bedrijf. Hij vindt dat hij te weinig betaald krijgt. Daarom rommelt hij wat met het betalingssysteem van het bedrijf zodat alle losse centen die bij de transacties die het bedrijf doet verloren gaan, naar zijn rekening worden geschreven. Dit levert hem al snel een klein fortuin op, maar trekt ook de aandacht van zijn baas, Ross Webster. Webster is geïnteresseerd in de mogelijkheden van computers en wil deze gebruiken voor wereldoverheersing. Hij is van mening dat Gus precies de expert is die hem daarbij kan helpen. Samen met zijn zus Vera en zijn assistente Lorelei Ambrosia dwingt hij Gorman voor hem te werken.
Ondertussen is Clark Kent op weg naar zijn oude woonplaats Smallville voor een reünie van zijn middelbare school. Onderweg komt hij langs een chemische fabriek waar brand is uitgebroken. Hij verandert in Superman om de brandweer te helpen. Hij hoort dat in de fabriek een aantal vaten met “beltrisch zuur”, een speciaal zuur dat zolang het koud is ongevaarlijk is, maar zodra het opwarmt een onstabiel en explosief mengsel vormt. Superman weet de brand te doven met water uit een meer voordat zich een ramp voltrekt.
In Smallville wordt Clark herenigd met zijn jeugdvriendin Lana Lang. Ze is inmiddels gescheiden van haar man en heeft een zoon genaamd Ricky. Clark en Lana hebben duidelijk nog altijd gevoelens voor elkaar. Lana’s ex-man Brad, die nu een alcoholistische bewaker is, zit ook nog achter Lana aan.
Terug in Metropolis wil Webster zijn wereldoverheersing beginnen met het in handen krijgen van de hele wereldvoorraad aan koffie. Omdat Colombia weigert zaken met hem te doen, beveelt hij Gorman om een Amerikaanse weersatelliet te hacken en zo te programmeren dat hij een orkaan veroorzaakt bij de grootste koffieplantages van Colombia. De storm wordt echter tegengehouden door Superman voordat hij veel schade kan aanrichten. Zich realiserend dat Superman een bedreiging vormt voor zijn plannen, beveelt Webster Gorman om met zijn computer synthetisch kryptoniet te maken. Via een satelliet scant Gorman de coördinaten van waar Krypton ooit was, en vindt daar een stuk kryptoniet. Gorman slaagt er niet in de hele samenstelling van het kryptoniet te scannen, dus gebruikt hij teer als vervanging voor de ontbrekende bestanddelen.
Lana overreedt Superman om op het verjaardagsfeest van haar zoon te komen. Het nieuws dat Superman op dit feest zal zijn zorgt voor een stormloop aan mensen. Gus en Vera gaan hier ook naartoe, vermomd als legerofficieren. Ze geven Superman een stuk van hun kryptoniet. Maar omdat dit kryptoniet slechts namaak is, heeft het een ander effect dan normaal kryptoniet. In plaats van dat het Superman verzwakt, maakt het hem egoïstisch. Hij begint steeds minder te geven om de mensen om hem heen. Hij wordt depressief, boos en zelfs gewelddadig. Zo blaast hij de Olympische vlam uit, en zet de Toren van Pisa rechtop.
Ervan overtuigd dat Superman hem nu niet meer zal tegenhouden begint Webster met fase twee van zijn plan: de gehele olievoorraad in handen krijgen. Met Gus’ hulp ontregelt hij de computers van olietankers zodat ze van hun route afwijken en midden in de Atlantische Oceaan samenkomen. Tevens laat hij Lorelei Superman verleiden om een van de schepen te verwoesten wat een grote olieramp zal veroorzaken. Amerika belandt in een zware oliecrisis. Gus maakt voor Webster de “ultieme computer”.
Superman kampt nog altijd met de gevolgen van het kryptoniet. De symptomen betreden een nieuw stadium, en Superman splitst op in twee personen: de slechte egoïstische superman (Bizarro) en de morele goede Clark Kent. De twee belandden in een groot gevecht, waarbij Clark zijn slechte alter-ego doodt.
Nu hij weer zichzelf is stopt Superman de olieramp en confronteert vervolgens Webster en zijn handlangers in hun hoofdkwartier. Hij vecht met de supercomputer van Gorman, die Superman bestraalt met echt kryptoniet. Gorman beseft zijn fout en slaagt erin de dodelijke kryptonietlaser te vernietigen met een bijl. De computer slaat op hol en ontwikkeld een eigen bewustzijn. Hij begint stroom te onttrekken aan nabijgelegen steden en verandert Vera in een cyborg.
Superman vliegt naar de chemische fabriek die eerder in de film te zien was, en keert terug met een vat van het zuur. Daar het zuur bij zijn aankomst nog koud en ongevaarlijk is ziet de computer het niet als een wapen en schenkt er geen aandacht aan. Maar door de hitte van de computer verandert het zuur al snel in het explosieve mengsel, wat de computer geheel verwoest. Superman vliegt weg met Gorman, en laat Webster en zijn helpers achter voor de autoriteiten. Hij brengt Gorman naar een kolenmijn in West Virginia, waar hij een baan kan krijgen.
Na dit alles keert Clark terug naar Metropolis, waar hij ontdekt dat Lana Lang ook naar de stad is verhuisd en nu eveneens een baan heeft bij de Daily Planet. Ze is Perry Whites nieuwe secretaresse.

## Rolverdeling
| Acteur            | Personage             |
| ----------------- | --------------------- |
| Christopher Reeve | Clark Kent / Superman |
| Richard Pryor     | Gus Gorman            |
| Annette O'Toole   | Lana Lang             |
| Annie Ross        | Vera Webster          |
| Margot Kidder     | Lois Lane             |
| Pamela Stephenson | Lorelei Ambrosia      |
| Marc McClure      | Jimmy Olsen           |
| Jackie Cooper     | Perry White           |

## Achtergrond

### Reacties
De film was minder succesvol dan zijn twee voorgangers, zowel financieel als qua kritiek. Desondanks was het een van de vijf meest succesvolle films van 1983. Punten van kritiek waren dat de film meer een komische verhaallijn had, en dat de schurken in de film niet zo sterk waren als in de vorige twee. Producer Ilya Salkind beweerde dat hij oorspronkelijk Brainiac, Mr. Mxyzptlk, en Supergirl wilde gebruiken in de film, maar dat Warner Bros. tegen dit plan was.
Een ander punt van kritiek op de film was de rol van komiek Richard Pryor, wiens slapstickscènes volgens critici te veel de hoofdplot van de film overschaduwden. De schurk Ross Webster werd door critici gezien als een ongeïnspireerde vervanger van Lex Luthor.
Ondanks de kritieken werd de film wel geprezen voor de manier waarop Reeve de corrupte Superman speelde. Hoewel de film werd gezien als inferieur aan zijn voorgangers, vonden critici hem nog wel beter dan het vervolg.

### Opbrengst
De opbrengst van de film was in de Verenigde Staten $ 59,950,623. Aangezien beide vorige films in de VS over de $100 miljoen opbrachten werd de film gezien als een financiële teleurstelling. De lage verkoop wordt toegeschreven aan de slechte kritieken die de film kreeg, en het feit dat hij tegelijk uitkwam met andere grote films zoals Star Wars Episode VI: Return of the Jedi en twee James Bond films: Octopussy en Never Say Never Again.

### Filmmuziek
De muziek van de film werd gecomponeerd door Ken Thorne.
1. Main Title (The Streets of Metropolis) 5:23
2. Saving The Factory-The Acid Test 6:09
3. Gus Finds a Way:58
4. The Two Faces of Superman 2:50
5. The Struggle Within-Final Victory 4:16
6. Rock On - Marshall Crenshaw 3:35
7. No See, No Cry - Chaka Khan 3:18
8. They Won't Get Me - Roger Miller 3:20
9. Love Theme - Helen St. John 3:14
10. Main Title March - Giorgio Moroder 4:20

### Romanbewerking
De Amerikaanse schrijver William Kotzwinkle schreef de romanbewerking van Superman III, in 1983.

## Prijzen/nominaties
Superman III werd in 1984 genomineerd voor vier prijzen, maar won deze niet:
- Twee Saturn Awards:
  - Beste acteur (Christopher Reeves)
  - Beste vrouwelijke bijrol (Annette O'Toole)
- Twee Golden Raspberry Awards:
  - Slechtste muziek
  - Slechtste mannelijke bijrol (Richard Pryor)